# Ján Magál
Kpt. Ján Magál (1898, Moravské Lieskové – 1969) byl slovenský četník, policista a kynolog, účastník Slovenského národního povstání. Založil první policejní kynologickou školu na Slovensku a první slovenský kynologický klub.

## Kariéra

### Česko-slovenské četnictvo
V roce 1926 nastoupil k Československému četnictvu a byl zařazen na stanici ve Veľkém Mederu jako „četník na zkoušku“. Po absolvování základní četnické školy se zúčastnil kurzu služebních psů v Pyšely s německým ovčákem jménem Bojar. Následně byl jako psovod převelen na pátrací stanici v Komárně.
V roce 1929 byl jeho služební pes Bojar vyřazen ze služby ze zdravotních důvodů. Další pes, německý ovčák Jdu, byl (v té době strážmistrovi) Magálovi přidělen po nástupu k pátrací stanici v Levoči. Roku 1932 absolvoval půlroční psovodský kurz v Berlíně, čímž získal také certifikát opravňující založit a vést kynologické středisko pro psy bezpečnostních složek.

### Četnictvo Slovenské republiky
Během druhé světové války působil na četnické velitelství Slovenskej republiky v Bratislavě a po vypuknutí Slovenského národního povstání se do něj zapojil jako velitel jednotky psovodů na východním Slovensku, za což byl tehdejší justicí odsouzen k trestu smrti.

### Poválečná kariéra
Po skončení války byl rehabilitován, dekorován Řádem SNP II. třídy a povýšen do hodnosti nadporučíka. Pracoval v Sekci národní bezpečnosti „Povereníctva vnitra“. V roce 1946 uspořádal v Bratislavě zakládající schůzi Spolku chovateľov ušľachtilých psov. V roce 1949 založil a vedl Výcvikové stredisko služobných psov v Bratislave – první policejní kynologickou školu na Slovensku. Magál také založil Spolok chovateľov Športový klub psov služobných plemien v Bratislave, čímž položil základy organizované civilní kynologie na Slovensku. Za své zásluhy při zvelebování služební kynologie byl povýšen do hodnosti kapitána. V 50. letech mu byl nabídnut vstup do KSČ, který rázně odmítl, což vedlo k jeho propuštění.